# Incontro (film)
Incontro è un film del 1971 diretto da Piero Schivazappa.
La pellicola, dramma a sfondo sentimentale, è stata distribuita nelle sale cinematografiche italiane il 29 ottobre del 1971.

## Trama
A Roma durante una festa a casa di amici comuni, Claudia Ridolfi, apparentemente appagata dal suo matrimonio, conosce Sandro Zanichelli, un ragazzo più giovane che, dopo un primo rapporto sessuale, in breve tempo s'innamora follemente di lei nonostante la diversa estrazione sociale. Malgrado sia trascurata dal marito Stefano, spesso all'estero per lavoro, Claudia è inizialmente riluttante a causa della differenza di età, ma con il trascorrere del tempo si lascia andare alla passione e continua a vedere Sandro anche quando suo marito torna finalmente a casa dagli Stati Uniti. 
La storia sarebbe destinata a rimanere clandestina perché la donna è sposata, ma Sandro vorrebbe Claudia tutta per sé, abbandona le amicizie e si disinteressa del lavoro e le chiede con insistenza di troncare il matrimonio, giacché il loro rapporto d'amore si è rivelato più profondo di quello che la donna conduce con suo marito. L'indecisione di lei tuttavia fa sì che la storia d'amore cominci ad incrinarsi: la passione a poco a poco diminuisce, fino a interrompersi del tutto. Sandro non riesce a elaborare la delusione di aver perso la donna che amava e lascia Roma per fuggire in campagna da suo padre.
Claudia, sconvolta per l'improvvisa partenza del giovane, confessa l'adulterio a suo marito e decide finalmente di andare a vivere con Sandro. Quest'ultimo intanto torna in città e, non sapendo ancora della decisione di Claudia, in preda allo sconforto si uccide. Accorsa prontamente in lacrime sul luogo del suicidio, solo in quell'occasione Claudia si rende conto di quanto il ragazzo l'amasse e di averlo perduto per sempre.

## Colonna sonora
La colonna sonora fu composta interamente da Ennio Morricone, ma venne eseguita da Bruno Nicolai, accompagnato dalla sua orchestra.
Morricone scrisse per il film anche la canzone You and I, eseguita dal gruppo statunitense King Harvest, ed in seguito incisa anche da Massimo Ranieri.